# Rezzalasco
Il Rezzalasco è un affluente dell'Adda, che scorre in provincia di Sondrio. 

## Descrizione
Nasce nella valle di Rezzalo, da cui prende il nome. Il suo corso è compreso interamente nel comune di Sondalo e divide gli abitati di Fumero, Frontale e Le Prese-Pendosso (sulla riva sinistra) da Grailè (sulla riva destra).